# المؤتمر الوزاري لمنظمة التجارة العالمية في 2015
المؤتمر الوزراي لمنظمة التجارة العالمية في 2015 أقيم 15-18 ديسمبر 2015 بنيروبي، كينيا. وقد ترأس المؤتمر وزيرة الخارجية الكينية امينة محمد جبريل.
وقد انضمت أفغانستان وليبيريا إلى منظمة التجارة العالمية، وبذلك يصبح إجمالي عضوية البلدان إلى 162 دولة عضو، مع عدد من البلدان الأقل نمواً الذين انضموا منذ عام 1995 وارتفعوا إلى تسعة.